# Argo (Alabama)
Argo ist eine Town an der Grenze zwischen St. Clair County und Jefferson County im zentralen Norden des US-Bundesstaates Alabama, wobei der größte Teil in St. Clair County liegt. Sie wird von einem Bürgermeister und Stadtrat regiert. Das U.S. Census Bureau hat bei der Volkszählung 2020 eine Einwohnerzahl von 4.368 ermittelt.

## Geschichte
Die Besiedlung des Gebietes um Argo begann bereits bei der Gründung von St. Clair County im Jahr 1818. Argo war eine der Städte, die an der Old Georgia Road lagen, dem heutigen U.S. Highway 11. 1871 wurde eine Eisenbahnlinie der Alabama Great Southern Railroad (später Teil der Norfolk Southern Railway) durch die Stadt gebaut. Der Einwohner James R. Massey besaß in den 1880er Jahren mehrere Betriebe in der Stadt, darunter eine Schrotmühle, eine Schmiede und eine Egreniermaschine. Argo wurde im Februar 1987 inkorporiert und wählte im April desselben Jahres seine ersten Stadtvertreter.

## Demographie
Nach der Volkszählung aus dem Jahr 2010 hatte Argo 4.071 Einwohner. Davon gaben sich 94,1 Prozent der Befragten als Weiße aus, 3,6 Prozent als Afroamerikaner, 1,3 Prozent als multiethnisch, 0,5 Prozent als Hispano- oder Latinoamerikaner, 0,4 Prozent als Native American und 0,3 Prozent als Asiaten. Das mittlere Haushaltseinkommen der Stadt lag nach Schätzungen von 2010 bei 61.161 US-Dollar, das Pro-Kopf-Einkommen bei 23.300 US-Dollar.